# Metopta rectifasciata
Metopta rectifasciata är en fjärilsart som beskrevs av Ménétriès 1863. Metopta rectifasciata ingår i släktet Metopta och familjen nattflyn. Inga underarter finns listade i Catalogue of Life.